# スーパーロボット大戦64
『スーパーロボット大戦64』（スーパーロボットたいせんロクヨン）は、1999年10月29日にNINTENDO 64で発売されたバンプレストのシミュレーションRPG。

## 概要
SDで表現されたロボットたちが競演するクロスオーバー作品「スーパーロボット大戦シリーズ」の一つ。NINTENDO64で発売された唯一のスーパーロボット大戦シリーズである。同時期に開発されていた『スーパーロボット大戦COMPACT』、『スーパーロボット大戦α』（以下『α』）と共に、それまでシリーズの開発を担当していたウィンキーソフトが関わらなくなった初期の作品で、任天堂とハドソンの共同出資によって1998年5月に設立された合弁会社招布（まねぎ）、並びにエーアイの開発となった。なおCopyright には参戦作品の版権元会社と共に招布の名も記されている。エーアイはその後任天堂携帯ゲーム機作品を担当することになる。
バンプレストオリジナルと呼ばれるゲームオリジナルのキャラクターを大きくピックアップして、本編のシナリオに組み込んだ最初の作品である。また、本作以降インターミッションでのテキスト量が劇的に増大し（各ステージ間に会話形式で物語が進行する）、シナリオに重点が置かれるようにもなった。戦闘シーンは『α』以前の作品と同様にユニットはほとんど動かないものの、大きくアニメーションするようになった『α』と平行開発されていたこともあり（実際は『α』の方が開発は早く開始されていたが、発売は『64』の方が先）、背景が3Dで表現されユニットが奥から手前に突進するなど迫力があるものになっている。キャラクターはインターミッション・戦闘シーン共にバストアップのグラフィックとなり、以前までのキャラクターの顔のみが表示されていた作品に比べキャラクター性が一層強調されている。
当時のROMカートリッジが慢性的に抱えていたデータ容量の問題のため、キャラクターの声は収録されていない。一方でROMカートリッジメディアが持つ利点として、セーブとロードにかかる時間がシリーズ内の他作品と比較しても短く、特にクイックセーブは一瞬で終わる。
コントローラパックに対応し、一足先に発売された『スーパーロボット大戦リンクバトラー』（以下『LB』）と通信することで隠しユニット・パイロットが登場したり、レベルを上げることができた（詳細は後述）。

## あらすじ
アフターコロニー（A.C.）191年1月、サイド3はジオン公国を名乗り地球連邦政府に独立戦争を挑んできた。半年以上に及んだ戦いは地球連邦が勝利した。しかし同年9月にムゲ・ゾルバドス帝国が来襲し、連邦宇宙軍は敗退し、衛星軌道上からの攻撃により地上の都市の7割が焼かれた。そして同年12月、地球連邦政府は全面降伏し地球は異星人の占領下に置かれた。
後に一年戦争と呼ばれたこの戦いから3年経過したA.C.195年、世界各地で反帝国運動が活発化し始め、主人公もまた反帝国運動に身を投じることになる。そして帝国軍が司令部を置く予定のジャブローを攻略するという大きな賭けに出るが、同日OZが帝国への反攻作戦を発動させ、地上の帝国軍基地を次々と制圧していく。そして主人公が所属する部隊を始めとした反帝国運動を行なっていた者達にOZへ入るように誘う。
OZに入るか、それとも独自で戦うかを決めた部隊はマーチウィンドと名乗るが、前後して謎の敵が出現し、巴武蔵が戦死してしまう。
やがて帝国は自分の宇宙へ撤収したが、OZはトレーズ派とロームフェラ派に分裂し、地球人同士の争いが始まる。さらには入れ替わるように新たな異星人、銀河帝国が地球圏の侵略を開始し、アステロイドベルトからはアクシズが地球圏に帰還する。アクシズとの共闘で銀河帝国のズールを倒したマーチウィンドの前に再び謎の敵が現れ、自分たちは"大銀河の意志"アル＝イー＝クイスで永遠の存続が目的だと語る。
その後アクシズは内乱で倒れるが、再びムゲが地球圏に襲来する。マーチウィンドは部隊の一部をムゲ宇宙へ送り込むことでムゲを倒すが、そこに三度アル＝イー＝クイスが、それも武蔵が戦死した原因となった者と同一人物が現れ、その上崩壊するムゲ宇宙から容易く脱出してみせた。
一方地球圏に残った部隊は、ムゲ宇宙へ行った部隊の回収の手はずを整えていた。そんな彼らに、シャアが地球を滅ぼすという声明が届く。シャアの狙いがアクシズ落としだと気づいたマーチウィンドはアクシズへと急行。運良くムゲ宇宙へ行った部隊と合流でき、アクシズ落としの阻止に成功する。暦は196年になっていた。
全ての戦いを終わらせたマーチウィンドの前に今までは一体ずつだったアル＝イー＝クイスが三体現れ、部隊ごと太陽系のある銀河全体を見渡せる場所、即ち銀河の外へと瞬間移動させる。そして今までの戦いは全て自分たちの後継者を探すための戦いであったこと、自分たちは後継者を探すために銀河全域に"高次の存在"を目指す意思を投射したこと、銀河に覇を唱えんとする者がその影響で活動し、より強く影響を受けたのが銀河帝国のズールと異次元からやってきていたムゲであったことを語る。
生命を脅かす存在がないと生命体の生存本能が狂ってしまうので、戦いをなくすことは滅びにつながり、滅びを防ぐためには戦いを管理する必要がある。悠久の時を生きた彼らにもそれが不可欠だったので、彼らにとってはそれが銀河の真理であった。しかしそのマクロな視点は、個々の地球人類というミクロな視点で生きてきたマーチウィンドには到底受けいられる思想ではなかった。
アル＝イー＝クイスに最後の戦いを挑み、打ち勝ったマーチウィンド。戦いの中、地球種の力が今まで生まれた文明の中で最も自分たちに近いことを感じ取ったアル＝イー＝クイスは、遙かな未来で地球種が銀河の護り手になることを信じ、マーチウィンドを地球圏へ戻した。ジオンの独立戦争、OZ、アクシズ、シャアの事件などは地球人の問題で、アル＝イー＝クイスとは無関係と結論づけたマーチウィンドは、地球へ帰還すべく進路を月に向けたのだった。

## 参戦作品

### 一覧
★マークはシリーズ初参戦作品。☆マークはリンクバトラーで携帯機初参戦作品。
- 超獣機神ダンクーガ
- ☆蒼き流星SPTレイズナー
- 機動戦士ガンダム
- ★機動戦士ガンダム 第08MS小隊
- 機動戦士ガンダム0083 STARDUST MEMORY
- 機動戦士Ζガンダム
- 機動戦士ガンダムΖΖ
- 機動戦士ガンダム 逆襲のシャア
- 機動武闘伝Gガンダム
- ☆新機動戦記ガンダムW
- 無敵鋼人ダイターン3
- 聖戦士ダンバイン
- マジンガーZ
- グレートマジンガー
- UFOロボ グレンダイザー
- ゲッターロボ
- ゲッターロボG
- 真・ゲッターロボ（原作漫画版）
- ☆超電磁ロボ コン・バトラーV
- ★六神合体ゴッドマーズ
- ★ジャイアントロボ THE ANIMATION -地球が静止する日
- バンプレストオリジナル

リンクバトラーからの参戦
- ☆戦国魔神ゴーショーグン
- 機動戦士ガンダムF91
- ☆無敵超人ザンボット3

### 解説
初参戦作品は『機動戦士ガンダム 第08MS小隊』、『六神合体ゴッドマーズ』、『ジャイアントロボ THE ANIMATION -地球が静止する日』の3作品（しかし当時の雑誌では『機動戦士ガンダム 第08MS小隊』以外の2作品のみが初登場だと紹介されていた）。
『LB』とのリンクにより登場する3作品は、シナリオには絡まない。また、『聖戦士ダンバインOVA』、『新機動戦記ガンダムW Endless Waltz』、『鉄腕GinRei』は機体のみの登場で、登場作品一覧には入っていない。ただし、ウイングゼロカスタムが（隠し機体であるにもかかわらず）パッケージに描かれている。
『新機動戦記ガンダムW』シリーズのアフターコロニー（A.C.）を舞台とし、地球が『超獣機神ダンクーガ』のムゲ・ゾルバドス帝国に支配された状態で物語が始まる珍しい形式のシナリオとなっている。ストーリーの中心となっているのは『蒼き流星SPTレイズナー』、『機動戦士Ζガンダム』、『新機動戦記ガンダムW』、『超獣機神ダンクーガ』、『六神合体ゴッドマーズ』など。一部の勢力が纏め上げられていたり、スーパーロボット系の各研究所が壊滅しているが、それを活かしたクロスオーバーをシナリオに組み込んでいる。途中でシナリオが「独立軍」「完全平和主義」「OZ」の3ルートに分岐するのも特徴の一つ。特にOZに参加するルートは、原作では敵対していたトレーズ・クシュリナーダが自軍部隊の指導者となる。また完全平和主義に協力するルートでは戦いの方向性の違いから、自軍の武闘派のキャラクターが一時的に離脱してしまう。

### パッケージ登場機体
スーパーロボット大戦64
- 真・ゲッター1（真・ゲッターロボ〈原作漫画版〉）
- ジャイアント・ロボ（ジャイアントロボ THE ANIMATION -地球が静止する日）
- ダンクーガ（超獣機神ダンクーガ）
- コン・バトラーV（超電磁ロボ コン・バトラーV）
- ゴッドマーズ（六神合体ゴッドマーズ）
- レイズナー（蒼き流星SPTレイズナー）
- ウイングゼロカスタム（新機動戦記ガンダムW）

スーパーロボット大戦リンクバトラー
- νガンダム（機動戦士ガンダム 逆襲のシャア）
- ジャイアント・ロボ（ジャイアントロボ THE ANIMATION -地球が静止する日）
- ゴッドマーズ（六神合体ゴッドマーズ）
- グレートマジンガー（グレートマジンガー）
- レイズナー（蒼き流星SPTレイズナー）
- ゴーショーグン（戦国魔神ゴーショーグン）
- コン・バトラーV（超電磁ロボ コン・バトラーV）

## システム
ここでは、本作特有のシステムや新規追加・変更されたシステムについて解説する。シリーズ共通のシステムについてはスーパーロボット大戦シリーズのシステムを参照。
合体攻撃
隣接した2体以上のユニットが協力して技を繰り出すシステム。本作以前より構想はあったものの、同時に2体以上のユニットを画面に表示しなければならないため、CD-ROMのゲーム機では読み込みに時間がかかりすぎ採用されていなかった。その後、技術の向上に伴い読み込み時間の問題はクリアされ、後のシリーズでは標準のシステムとなっている。
パートナー修正
恋愛関係にあるパイロット同士が2マス以内に近づくと、そのパイロットに攻撃力&防御力30%UPの補正がつくシステム。両想いだと両者に補正がつくが、片想いの場合は想いを寄せる方のみに補正がつき、補正がかかったユニットにはハートマークが浮かび上がる（本作以前に『スーパーロボット大戦F』で既に実装されていたが、公式発表されなかったうえに見た目が変わらないなど重要視されていなかった）。本作では恋愛関係のみだが、その後の作品では信頼関係やライバル関係でも補正が付くようになる。
改造限界の差別化
ユニットの強化の点での特徴としては、ユニットごとに改造の限界回数が異なっていることが挙げられる。基本的に能力値の低いユニットの改造限界は高く、能力値の高いユニットはその逆。これにより序盤から登場する弱小ユニットでも資金を注ぎ込めば後半の主役級ユニットに匹敵、または凌駕することもある。
後のいくつかの作品にも採用されているが、本作の場合、改造時の能力の上がり方が+5%のような相対的な上昇ではなく+100という絶対的な上昇なので、特に能力値の低いユニットの改造限界の高さの影響が大きい。
敵パイロットのレベル
敵パイロットのレベルは味方パイロットのレベルの上位15名の平均で決まるようになった。以降のエーアイ開発の作品でも標本人数を変えて採用されているが、本作の場合は、現在の話数+39が敵基本レベルの上限となっている。つまり2話から『LB』とのリンクで全員レベル99にしても敵はレベル41、ボスクラスでレベル44程度になる。
撃墜数ボーナス
本作から撃墜数に応じて獲得資金が上昇するようになった。こちらも以降の作品でも採用されるようになるが、本作の場合は、撃墜数20機毎に1割ずつ上昇、最大で通常の2倍と、以降の作品よりも上昇度合いが大きいうえ、精神コマンド「幸運」と重複する。
底力
本作からレベル制が採用された。以降の作品でも採用されるようになるが、本作では装甲値に補正はかからない。
ダミー
ステータス画面には表示されないが、リアル系の敵ボスクラスにはマップ兵器を含め一定回数（回数はユニット・シナリオによって異なる）攻撃を無効化する特殊能力、ダミーを持ったものがいる。ダミーを全て破壊しない限り本体にダメージを与えることが出来ないが、攻撃さえ当たれば攻撃力に関係なく破壊できる。

## 世界観

### 勢力
地球解放戦線機構
元地球連邦軍のブレックス准将が率いるレジスタンス運動組織。略称はライフ（LIberation Front of the Earth）。
カラバ
破嵐万丈とアラン・イゴールが率いる。地球製SPTドールなどの機動兵器を開発するなど、世界各地に散ったスーパーロボット研究所や地球解放戦線機構を支援する。原作では『機動戦士Ζガンダム』に登場する組織。
国際警察機構梁山泊に本拠地を置いているらしい。代表者は中条長官。出典は『ジャイアント・ロボ THE ANIMATION -地球が静止する日』。
マーチウィンド
主人公の所属する部隊。アムロ・レイが昔読んだ詩の題名から付けた名称で、3月の風は花を咲かせるための風という意味がある。部隊名は変更可能。
『スーパーロボット大戦D』では、アムロが部隊名にこの名前を付けようとし、ノインに止められるシーンがある。
ムゲ・ゾルバドス帝国
別の宇宙から来襲し、戦争に疲弊した地球を瞬く間に征服した。出典は『超獣機神ダンクーガ』。
グラドス
グラドス星はムゲ・ゾルバドス帝国に併合されており、地球はグラドスのグレスコ提督を介した間接統治という形になっている。出典は『蒼き流星SPTレイズナー』。
ミケーネ帝国
地球に潜んでいた非人類種族。ムゲ・ゾルバドス帝国の傘下に入っているが、地球圏の実権を奪う機会を虎視眈々とうかがっている。ムゲの衰退とOZの台頭により、百鬼帝国と同盟を結ぶ。出典は『グレートマジンガー』。
百鬼帝国
同じく地球に潜んでいた非人類種族。地球人やムゲ兵を鬼に改造して勢力の拡大を狙っているが、これ以上鬼兵士の数を増やすにはエネルギーが足りないので、ゲッター線増幅装置を奪おうとしている。光子力エネルギーよりゲッター線の方が目的に向いているらしい。出典は『ゲッターロボG』。
スペシャルズ
ムゲ・ゾルバドス帝国の下で支配を行う地球人部隊。構成員は基本的に『機動戦士Ζガンダム』のティターンズと正規の地球連邦軍＋『新機動戦記ガンダムW』のOZ。原作は『新機動戦記ガンダムW』に登場するOZに属する一団。
バイストン・ウェル
異世界バイストン・ウェルからやってきたドレイク・ルフト率いるオーラーバトラーの軍勢。地球がムゲに征服される前から地上人をバイストン・ウェルに召喚していたようだ。シャピロを召喚していたことからムゲに協力する。出典は『聖戦士ダンバイン』。

BF団
国際警察機構と敵対する組織。原作同様、目的も行動理由もよく分からない。終盤、ビッグファイアの意思を受けた諸葛孔明の指示で銀河帝国と接触する。出典は『ジャイアント・ロボ THE ANIMATION -地球が静止する日』。
OZ
スペシャルズがムゲ・ゾルバドス帝国に反旗を翻して名乗った組織。出典は『新機動戦記ガンダムW』。
銀河帝国
復興の兆しが見えた地球に現れたズール皇帝率いる新たな異星人の軍勢。構成員は『六神合体ゴッドマーズ』のギシン星人の他、『UFOロボ グレンダイザー』のベガ星人と『超電磁ロボ コン・バトラーV』のキャンベル星人。
アクシズ
アステロイドベルトに潜伏していたハマーン・カーン率いるジオンの残党。来るべき地球圏への帰還に備え、この3年の間に戦力を拡大させていた。ムゲの撤退を知り、ついに地球圏に帰還。アナベル・ガトーが加わっている他は基本的に原作と同じだが、ミネバ・ラオ・ザビは登場せずに名前も出ない。サイド3を占領するがネオ・ジオンとは名乗らない。出典は『機動戦士Ζガンダム』、『機動戦士ガンダムΖΖ』。
ホワイトファング
カーンズ率いるコロニーの武装集団。基本的に原作と同じ。主人公の所属する部隊がOZに参加するルートでは登場しない。出典は『新機動戦記ガンダムW』。
ネオ・ジオン
シャアが率いるアクシズとホワイトファングの残党からなる軍勢。副官はカーンズ。カーンズが、かつてジオン・ダイクンの支持者だったことを窺わせる台詞がある。回収したデビルガンダムをアクシズに取り付け、地球寒冷化作戦と真のオペレーション・メテオを兼ねたアクシズ落としを挙行する。出典は『機動戦士ガンダム逆襲のシャア』。
アル＝イー＝クイス
本作のオリジナルの敵勢力。

## オリジナルキャラクター
リアル系男女・スーパー系男女の4種類で、主人公ごとにライバルがいる。以下は人物名（愛称） / 搭乗機名（→後継機名）とする。
- リアル系男
  - 主人公：アークライト・ブルー（アーク） / ソルデファー（→アシュクリーフ）

帝国軍の無差別ゲリラで多くの知人を失った少年。偶然見つけた帝国軍の試作ロボットとともに、レジスタンスへ参加する。
- - ライバル：エルリッヒ・シュターゼン（エルリッヒ） / ノウルーズ

レジスタンスを鎮圧する、"スペシャルズ"と呼ばれる組織の１人。アークライトによって奪われた試作機奪還の任務に就く。
- リアル系女
  - 主人公：セレイン・メネス（セレイン） / スヴァンヒルド（→ラーズグリーズ）

幼いころに母を亡くし、父をムゲ帝国の侵略戦争で失った少女。早期からレジスタンスに参加し、各地のパイロットの中ではトップクラスの腕まえと指導力を持っている中核的な存在。
- - ライバル：リッシュ・グリスウェル（リッシュ） / シグルーン

エルリッヒの所属する組織、"スペシャルズ"の戦闘隊長。"不死人(アンデッドマン)"の異名を持つほど強運を持ったパイロット。
- スーパー系男
  - 主人公：ブラッド・スカイウィンド（ブラッド） / アースゲイン（→スーパーアースゲイン）

"武機覇拳流"というロボット格闘術を修行する少年。師匠が病に倒れたことによりレジスタンスと合流し戦争に参加する。
- - ライバル：カーツ・フォルネウス（カーツ） / ヴァイローズ
- スーパー系女
  - 主人公：マナミ・ハミル（マナミ） / スイームルグ（→スイームルグS）
  - ライバル：アイシャ・リッジモンド（アイシャ） / エルブルス
- その他
  - レラ - ゲリラの少女。リアル系の主人公を選択した場合に登場する。
  - ハミルトン - レジスタンスの男性。主人公がセレインの場合に、第1話に登場する。
  - ローレンス・ジェファーソン（ローレンス） - マナミの執事。スイームルグにサブパイロットとして搭乗する。ゲームシステム的にも精神コマンドが使える。

## スタッフ
プロデューサー
じっぱひとからげ
寺田貴信
ディレクター
赤羽仁
シナリオ
鏡俊也
ミュージック
野村教裕
オリジナルキャラクターデザイン
河野さち子
オリジナルメカデザイン
藤井大誠
寺島慎也

## 主題歌
「熱き魂」
作曲：濱田智之 / 作詞：花輪幸弥 / うた：MIO / 編曲：池頼広
TVCMやプロモーションビデオに用いられ、ゲーム中ではタイトルテーマとして使われた。プロモーションビデオではアニメの主題歌のように、ゲーム画面の合間にスタッフクレジットが表示される。サウンドトラックが発売されていないためCD化されていない。

## スーパーロボット大戦リンクバトラー
『スーパーロボット大戦リンクバトラー』はゲームボーイ&ゲームボーイカラー共通ソフトとして発売されたバンプレストのゲーム。ゲームボーイ最後のスーパーロボット大戦シリーズ。
タイトルには「スーパーロボット大戦」と付いているが、ゲームシステムは異なり、対戦に特化した内容である。

### ストーリー
『64』の大戦から1世紀半が経った時代、人々の間ではその大戦を題材としたネットワーク対戦ゲーム・リンクバトルが人気を博した。やがて対戦を統括するLBセンターが設立され、そこから公認を得たものだけがリンクバトラーとなって、公式リーグに参加が認められた。
晴れて念願のリンクバトラーになった主人公（プレイヤー）は公式試合を勝ち進み、最下級のD級から最上級の超A級、そして名人（チャンピオン）を目指す。同じ頃、リンクバトラー達に「闇のリーグ」を名乗る者達が対戦を挑んでくる。LBセンターにリンクバトルの門戸を広く開けるように要求する彼らは正規リンクバトラーではなく、ネットワークにハッキングして乱入してくるハッカー集団である。公式バトラー以外にも強いリンクバトラーは大勢いると語る闇のリーグ。LBセンターは彼らに対戦を挑まれても接続を切って勝負を受けないように通告を出す。（しかしゲームのシステム上「闇のリーグ」の挑戦を拒否する方法が無いので）やがて主人公はリンクバトラー達の間から闇のリーグの挑戦を受け続けている者と認知されるようになる。リンクバトラー達の闇のリーグや主人公に対する意見は様々で、自分達リンクバトラーは選ばれたものであり、それを無視し闇のリーグと勝負を続けるならLBセンターに主人公を告発すると警告する者や、闇のリーグは元々正規リンクバトラーだったが、リンクバトルの一般開放を要求した結果LBセンターから疎まれ追放されたらしいと教えてくれる者がいる。
やがて主人公は現名人を倒し、新たな名人となった。その時、闇のリーグが自分達全員に勝てば主人公を真の名人と認め、不当アクセスも止めると宣言して勝負を挑んできた。そして主人公は彼らに勝利した。闇のリーグは約束どおり活動を停止を宣言したが、今までの名人は自分の地位を守ることしか考えず、新たな豪腕バトラーが誕生しないように新規リンクバトラーの数を減らしていたと語り、真の名人としてリンクバトルを正しい方向へ導いてほしいと願う。主人公は公式バトラーに闇のリーグの意思を伝え、公式バトラー全員の願いとしてリンクバトルの改善を訴えた。LBセンターも全員の訴えとなると無視することはできず、フリー対戦の一般開放を決定し、公式メンバーの拡大とメンバー選別の改善を約束したのだった。

### システム（リンクバトラー）
パイロットを搭乗させたロボット（戦闘機や戦艦は登場しない）最大5機からなるチームを作る。ロボットには1.0から2.5までの出場ポイントが0.5単位で設定されており、このポイントを5.0までに抑えねばならない。また、ロボットには2から5までの間でAP（行動ポイント）というものが設定されており、これによって1ターン（後述）に何回行動できるかが決定される。チームは最大で3つまで作ることが可能。
試合が始まったら、どのチームを出場させるかを選択する。タイトル戦など連戦となる場合は、全試合が終了するまで最初に決定したチームで戦わなければならない。両者が出場チームを決定、公開したら、次は出場させるロボットの順番を決定する。対戦は一対一で行われ、ロボットが敗れると次のロボットが登場する。相手のロボットを全て倒せばこちらの勝利となり、賞金が手に入る。賞金は新たなロボットとパイロットのデータを購入する際に使用する。登場するロボットとパイロットは一部を除き基本的に『64』で入手可能なものである。
対戦時には毎ターンの最初にあらかじめ行動を選択し、その後相手の行動に応じて結果が判定される。なお、1ターンは6フェイズからなり、10ターンが経過しても勝負がつかない場合は引き分けとなり、双方ともに戦闘不能となる。
また、レンジの概念があり、武器には遠、中、近のいずれかの射程が設定されている。レンジが有効射程のプラスマイナス1までは攻撃可能であるが、大きく威力が減少する。したがって対戦では、前進、後退などのコマンドで彼我の相対距離を調整しつつ攻撃を行っていくことになる。

### スタッフ（リンクバトラー）
プロデューサー
じっぱひとからげ
ディレクター
あらい　こうじ
ゲームデザイン
おいかわ　ひでのり
プログラマー
しらたに　まもる
たけしげ　ひでき
すずき　のりお
デザイナー
かとう　よういち
にしじま　あきお
なかむら　たかこ
サウンド
はまだ　ともゆき
おんがく
のむら　みちひろ
サウンドデータ＆エフェクト
しまむら　こういち
サウンドしんこう
みつい　てつや
※ゲーム内の表記が平仮名のためそのまま記載。

## 関連商品

### 攻略本
| 書名                                                                                   | 出版社               | ISBN                |
| -------------------------------------------------------------------------------------- | -------------------- | ------------------- |
| スーパーロボット大戦64&スーパーロボット大戦リンクバトラー 攻略聖典                     | メディアファクトリー | ISBN 978-4889919516 |
| スーパーロボット大戦64+スーパーロボット大戦リンクバトラー パーフェクトガイド           | ソフトバンク         | ISBN 978-4797311655 |
| スーパーロボット大戦64&リンクバトラー 必勝攻略法                                       | 双葉社               | ISBN 978-4575161908 |
| スーパーロボット大戦64+リンクバトラー（NINTENDO64必勝法スペシャル）                    | 勁文社               | ISBN 978-4766933642 |
| スーパーロボット大戦64&スーパーロボット大戦リンクバトラー 完全攻略ガイド（電撃攻略王） | メディアワークス     | ISBN 978-4840211802 |